# Heteroseksueel-homoseksueel continuüm
Het heteroseksueel–homoseksueel continuüm is het vloeiende spectrum van heteroseksualiteit naar homoseksualiteit. Dit contrasteert met de dichotome opvatting dat alleen deze twee uitersten mogelijk zijn.
Het concept ontstond naar aanleiding van het onderzoek van Alfred Kinsey in de jaren 1940. Een significant aantal respondenten gaf hierbij aan dat zij zich in meer of mindere mate beschouwden als biseksueel. Tot die tijd werd vooral het onderscheid tussen hetero- en homoseksueel gemaakt. Het werk van Kinsey werd voortgezet door Fritz Klein, die de hypothese opwierp dat de seksuele geaardheid een dynamisch multivariabel proces is dat zich gedurende het leven ontwikkelt. Factoren als seksuele aantrekkingskracht, seksueel gedrag, seksuele fantasieën, emotionele en sociale voorkeuren, identiteit en levensstijl spelen hierbij een rol.
Sinds het onderzoek van Kinsey gaan de meeste onderzoeken over seksuele geaardheid uit van een classificatie in heteroseksueel, biseksueel en homoseksueel/lesbisch. Het continuüm speelde ook een belangrijke rol bij de opkomst van de feminisme en homorechtenbewegingen in de jaren zeventig en tachtig van de twintigste eeuw.
Het American Psychological Association gaf in 2005 de volgende definitie: seksuele geaardheid is een langdurig emotioneel, romantisch, seksueel en affectief verlangen naar anderen. Het onderscheidt zich van andere componenten van seksualiteit, zoals voortplanting, genderidentiteit (het gevoel man of vrouw te zijn) en de genderrol (de culturele opvattingen ten aanzien van mannelijk en vrouwelijk gedrag). Seksuele geaardheid kent een continuüm van uitsluitend heteroseksueel, naar uitsluitend homoseksueel, met daartussen verschillende vormen van biseksualiteit.
Mensen die het niet eens zijn met bovenstaande opvatting met betrekking tot de menselijke seksuele geaardheid gaan uit van de hetero-homoseksuele dichotomie. Een taxometrisch onderzoek van de Washington State University kwam tot de conclusie dat er toch een duidelijke afbakening lijkt te zijn van categorieën. Op basis van dit onderzoek zou 3 procent mannen en 2,7 procent vrouwen niet heteroseksueel zijn.